# Grupo Barak
Pour les articles homonymes, voir Barak.
Grupo Barak est un groupe dominicain de musique chrétienne, originaire de Saint-Domingue. 

## Histoire
Le sens étymologique de Barak, dont le nom trouve son origine dans l'hébreu ancien,, est en espagnol « Prosterné dans l'adoration ». Depuis sa formation par Angelo Frilop et Katiuska Avelino, et l'intégration ultérieure d'autres membres, le groupe publie cinq albums et collabore avec d'autres artistes tels que : Christine D'Clario, Redimi2, Miel San Marcos, Marcos Brunet, Thalles Roberto, Álex Campos, Generación 12, Marcos Yaroide, Grupo Grace, entre autres. Le groupe, a un grand retentissement international avec la chanson Ven espíritu santo.
Ils sont nommés deux fois aux Latin Grammy Awards, une aux Dove Awards, et plusieurs Arpa Awards pour des albums et quelques singles musicaux. 

## Discographie
- Robert Green[16] - voix principale
- Janiel Ponciano - voix, basse
- Angelo Frilop[17] - piano, producteur
- Josué Capel - guitare
- David Nolasco - batterie